# Santo-daime
O Santo Daime é uma manifestação religiosa surgida na região amazônica nas primeiras décadas do século XX. Consiste em uma Doutrina espiritualista que tem como base o uso sacramental de uma bebida enteógena, a ayahuasca. A Doutrina não possui proselitismo, sendo a prática espiritual essencialmente individual, sendo o autoconhecimento e  internalização os meios de obter sabedoria.
Segundo seus adeptos, a Doutrina do Santo Daime é uma missão espiritual, que encaminha os seus praticantes ao perdão e a regeneração do seu ser. Isto acontece porque o daimista, ao participar dos cultos e ingerir o Santo Daime inicia um processo de autoconhecimento, que visa corrigir os defeitos e melhorar-se sempre, aprimorando-se como ser humano.
Nos rituais sempre há uma forte presença musical. São sempre cantados hinos religiosos e são usados maracás, um instrumento indígena ancestral, na maioria dos locais de culto, além de violas, flautas, bongôs e atabaques.
Surgiu no estado brasileiro do Acre, no início do século XX, tendo como fundador o lavrador e descendente de escravos Raimundo Irineu Serra, que passou a ser chamado dentro da doutrina e por todos que o conheciam como Mestre Irineu. Após conhecer a bebida sacramental chamada de ayahuasca pelos nativos da região Amazônica, Irineu Serra teve uma visão de características marianas, em que um ser espiritual superior lhe entrega a missão do Santo Daime.

## História
Raimundo Irineu Serra nasceu em São Vicente Ferrer, no Estado do Maranhão em 1892. No final da primeira década do século, embarcou para o então Território do Acre para trabalhar nos seringais, onde se estabeleceu próximo à cidade de Brasileia, na fronteira com a Bolívia. Foi ali que Raimundo Irineu Serra teve sua iniciação com a ayahuasca, recebendo a missão de uma entidade feminina associada com a Virgem Maria (Virgem da Conceição ou Rainha da Floresta) de expandir a Doutrina e utilizar todo o conhecimento nela inserida para a cura.
Mestre Irineu não inventou a ayahuasca, foi apenas responsável pela cristianização do seu uso, rebatizando a bebida a partir do rogativo "Dai-me Amor", "Dai-me Firmeza". A nova crença religiosa mesclou elementos culturais diversos como as tradições caboclas e xamânicas, o catolicismo popular, o esoterismo e tradições afro-brasileiras.
Na década de 1930 inicia seus trabalhos espirituais com um pequeno grupo de seguidores nos arredores de Rio Branco e, com o passar dos anos, viu esse grupo aumentar em tamanho e importância no cenário acriano. Raimundo Irineu Serra faleceu em 6 de julho de 1971.
Dando continuidade aos princípios da Doutrina, e em conformidade aos ensinamentos do Mestre antes do falecimento, iniciou-se um movimento de expansão com a criação de novos centros como o CEFLURIS liderado por Sebastião Mota de Melo.

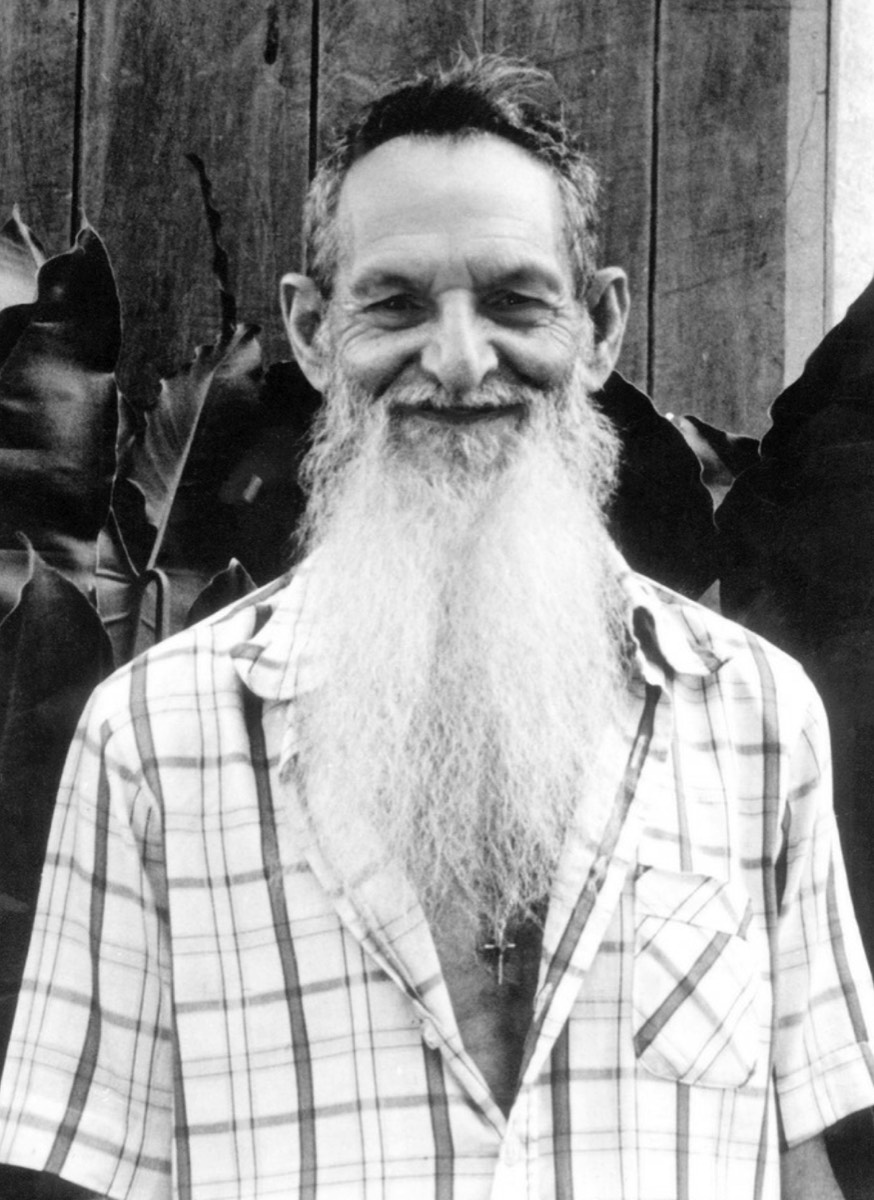
Foto Sebastião Mota de Melo, o Padrinho Sebastião

Em 2006, estimava-se em aproximadamente 10.000[carece de fontes?] os seguidores dessa doutrina no Brasil e no mundo. Há centros legalmente instituídos em quase todos os estados brasileiros e em países como Espanha e Países Baixos, além de grupos que celebram os cultos em países como Estados Unidos, Canadá, Japão, Argentina, Chile, Uruguai, Venezuela e Portugal.
A Doutrina ficou então dividida em duas vertentes principais: 
- A "Linha do Mestre Irineu" centrado no Centro de Iluminação Cristã Luz Universal (CICLU)[1] - Alto Santo -  dirigido pela viúva do mestre, Peregrina Gomes Serra.[4] Que realiza o trabalho de manutenção da ritualistica não realizando alteração de como se conduzem os trabalhos. Seguindo de acordo com os trabalhos deixados pelo Mestre Irineu.
- E "Linha do Padrinho Sebastião" centrado no CEFLURIS, fundado pelo Sebastião Mota de Melo, natural de Eirunepé, Amazonas.  O Centro Eclético de Fluente Luz Universal Raimundo Irineu Serra (CEFLURIS) foi registrado em 1974, com sede na cidade do Rio Branco, como um centro espiritualista[7] estruturado sob a forma de sociedade religiosa sem fins lucrativos, responsável pela organização da Doutrina e pelo feitio e distribuição da bebida sacramental utilizada nos rituais.
- Inúmeros centros independentes ou não diretamente ligados ao CICLU ou ao CEFLURIS surgiram após a expansão para o resto do país. Um dos mais recentes desdobramentos desta expansão é o surgimento de centros independentes, que promovem sincretismos com a Umbanda, o Hinduísmo.[8] Um centro considerado expansionista, mas que ritualisticamente segue os princípios do Alto Santo é o Centro Eclético Flor do Lótus Iluminado - CEFLI, com sede em Capixaba, Acre, e dirigido por Luiz Mendes do Nascimento, mas com seguidores em vários locais do mundo.

O uso ritual de substâncias psicoativas como a ayahuasca vem sendo discutido em vários países. No Brasil, o CONAD (Conselho Nacional Antidrogas) do Brasil, retirou a ayahuasca da lista de drogas alucinógenas conforme portaria publicada no Diário Oficial da União em 10 de novembro de 2004, permitindo o uso ritual.
O então ministro da Cultura, Gilberto Gil, encaminhou em 2008 ao IPHAN, um processo para transformar o uso do chá de ayahuasca, em patrimônio imaterial da cultura brasileira.

### Assassinato do cartunista Glauco
Em 2010, Glauco Villas-Boas (1957-2010), cartunista por profissão e um dos responsáveis pela distribuição do chá em oficio religioso na cidade de São Paulo, foi assassinado por uma pessoa que frequentou a doutrina. Outras fontes declaram que o jovem já sofria de problemas psiquiátricos antes de frequentar as sessões com o Santo Daime e que estaria passando por uma crise. O agressor, por razões psiquiátricas  de sua inimputabilidade (diagnóstico de esquizofrenia) não permaneceu preso e inclusive posteriormente recebeu autorização para tratamento domiciliar. Recentemente, em setembro de 2014 tal agressor foi novamente preso sob suspeita de latrocínio, sendo em 2015 condenado a 61 anos de prisão, logo depois que médicos do Tribunal de Justiça afirmaram que ele sabia exatamente tudo o que fazia.

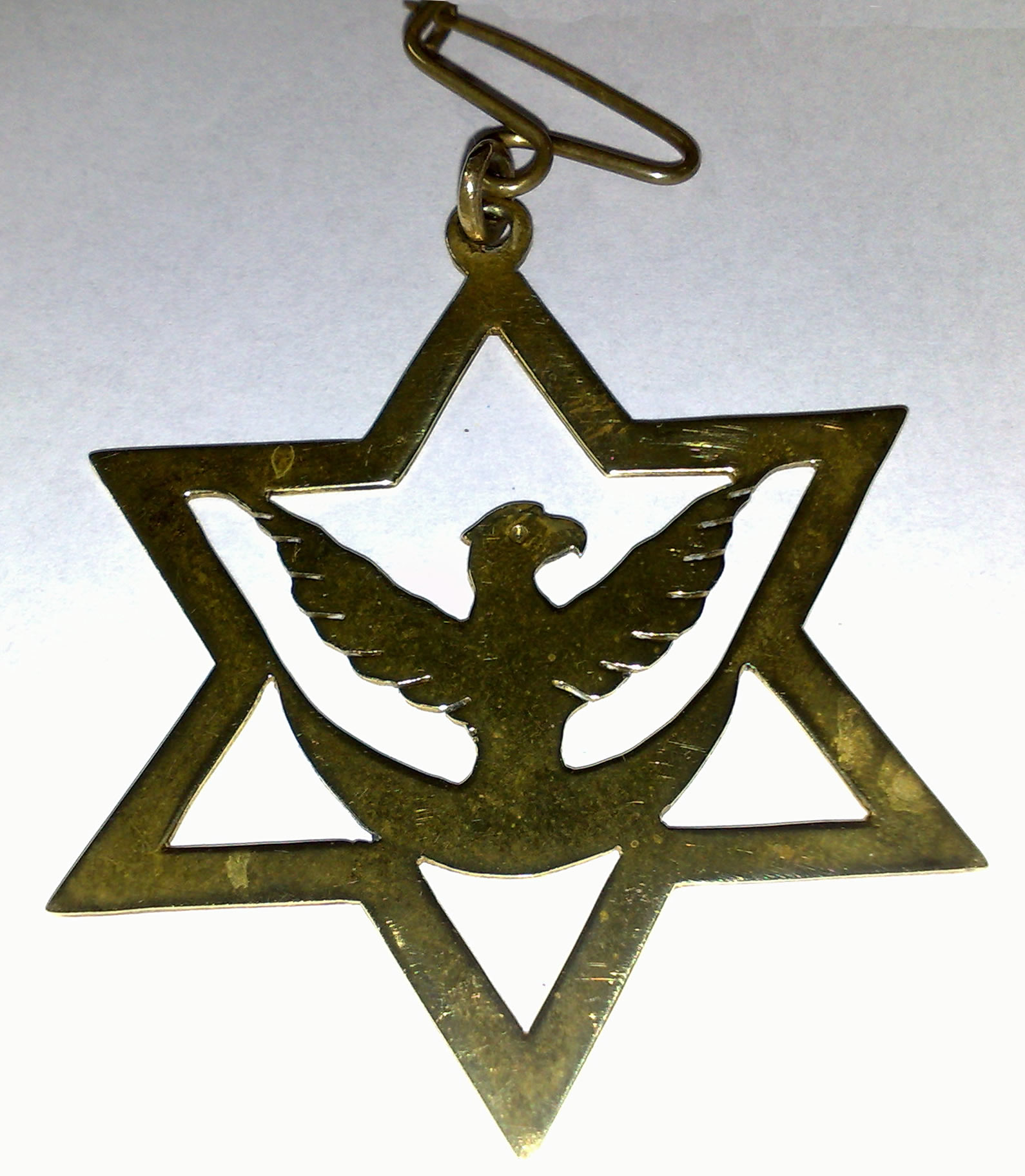
Estrela utilizada pelos fardados.

## Benefícios
Sua ação nos receptores serotoninérgicos 5-HT2A podem levar a alterações de personalidade, como auto-transcendência e abertura para novas experiências, com correlação destes efeitos com redução da região do córtex cerebral cingulado posterior de usuários crônicos do chá. Seu uso esta relacionado com risco de episódios psicóticos, principalmente em indivíduos com histórico familiar de esquizofrenia, transtorno bipolar e depressão psicótica.
Alguns estudos sugerem melhora cognitiva com uso do chá, bem como propriedades de proteção neuronal, mas ainda sem estudos válidos em humanos. Estudos em humanos que evidenciam melhora de quadros depressivos, ansiosos e de dependentes de drogas apresentam falhas metodológicas importantes, devendo ser replicados para poder garantir confiança em seus resultados.

Há casos de interação do uso de Ayahuasca com antidepressivos, levando à síndrome da serotonina, efeito colateral que causa tremores (principalmente nas pernas), diarreia, insônia, confusão mental e pode levar a morte.

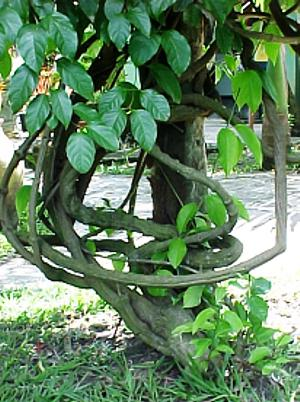
Cipó Jagube.

## Legislação
Em janeiro de 2010 o governo brasileiro formalizou legalmente o uso religioso do chá ayahuasca, vetando seu comércio e propagandas, que só poderá ser utilizado com fins religiosos e não lucrativos, com a criação de um cadastro facultativo para as entidades que o utilizam. A bebida chegou a ser proibida no país em 1985, sendo liberada dois anos depois, e ocorreu uma nova tentativa de proibição nos anos 1990. Atualmente não há impedimento para o uso do chá em cerimônias religiosas, porém não existiam orientações para o seu uso em conformidade com o direito.

Dimetiltriptamina, ou DMT, uma das substancias psicoativas presentes na ayahuasca.